# عايض القحطاني
عايض سعيد القحطاني لاعب كرة قدم سعودي، يلعب كمدافع.

## مسيرة اللاعب
لعب في الفئات السنية في نادي ضمك و أعير إلى نادي النجوم ونادي بيشة و لعب بعدها مع نادي جرش ونادي الجيل.